# سيلينة ليلية
السيلينة الليلية  (باللاتينية: Silene nocturna) نوع نباتي يتبع جنس السيلينة من الفصيلة القرنفلية.

## الموئل والانتشار
موطنها المشرق العربي ووادي النيل والمغرب العربي وتركيا وإيطاليا وفرنسا والبرتغال.

## مرادفات للاسم العلمي
- (باللاتينية: Silene brachypetala DC.)
- (باللاتينية: Silene capraria Sommier)
- (باللاتينية: Silene matutina C. Presl)
- (باللاتينية: Silene mutabilis L.)
- (باللاتينية: Silene nyctantha Willd.)
- (باللاتينية: Silene permixta Jord.)
- (باللاتينية: Silene reflexa (L.) W. T. Aiton)
- (باللاتينية: Silene micropetala subsp. boullui (Jord.) Rouy & Foucaud)
- (باللاتينية: Silene nocturna subsp. brachypetala (DC.) Arcang.)
- (باللاتينية: Silene nocturna subsp. decipiens Ball)
- (باللاتينية: Silene nocturna L. var. nocturna)